# 黔南羊蹄甲
黔南羊蹄甲（学名：Bauhinia quinanensis）是豆科羊蹄甲属的植物，为中国的特有植物。分布于中国大陆的贵州等地，生长于海拔1,000米至1,300米的地区，一般生长在山坡灌丛中，目前尚未由人工引种栽培。